# Phnom Kulen
Le Phnom Kulen est un massif qui culmine à 487 mètres d'altitude, situé au nord-est immédiat du site archéologique d'Angkor, au Cambodge.

## Toponymie
Le mot khmer គូលែន, kulên désigne le fruit nommé litchi en français.

## Géographie
Le Phnom Kulen abrite les sources des rivières qui baignent le site d'Angkor : Puok, Siem Reap (en) et Roluos. Un micro-climat favorise les productions de fruits du Phnom Kulen, qui sont très réputées dans la région d'Angkor.

## Patrimoine

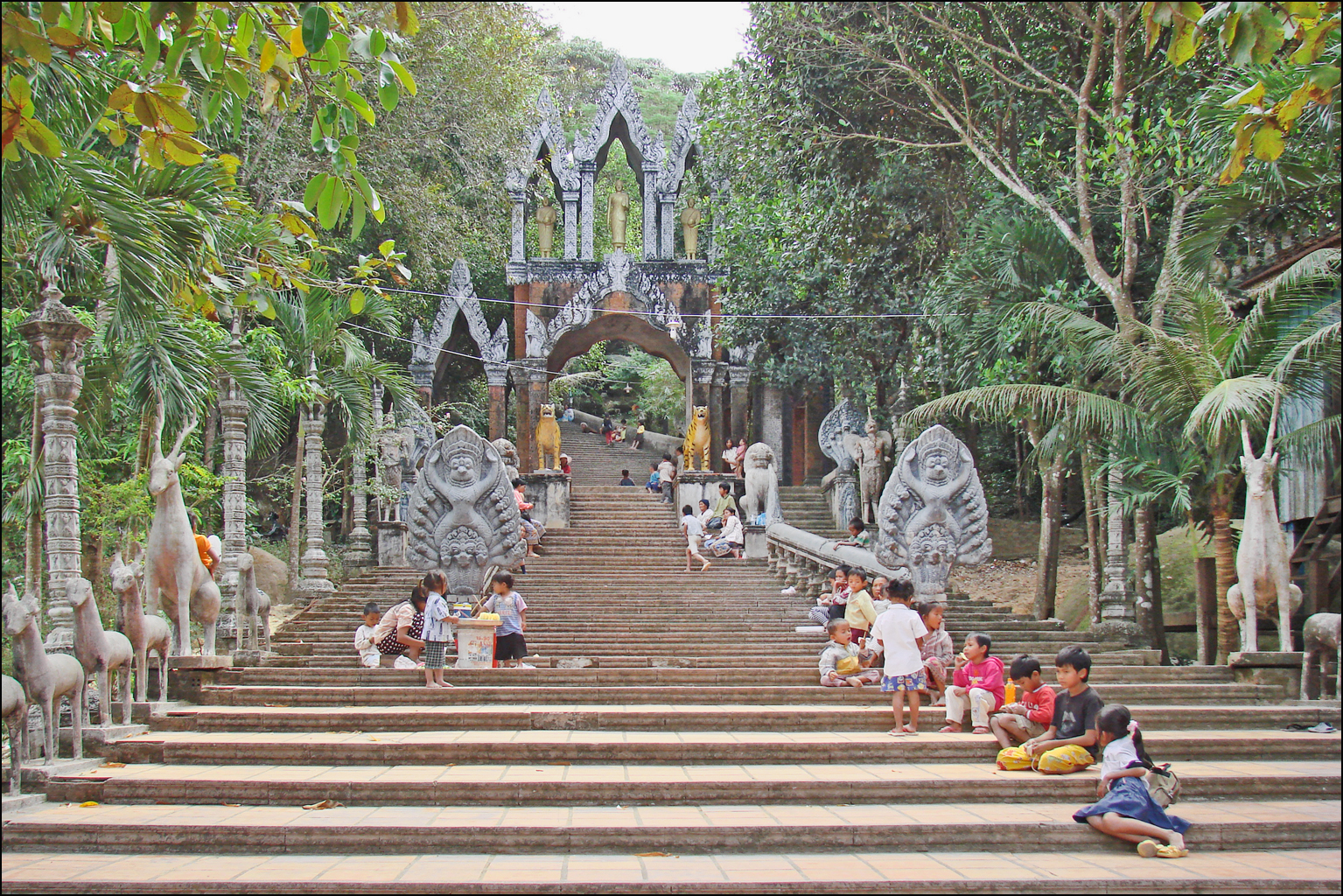
Escaliers d'accès à la pagode du bouddha couché (2011).

Le plateau oriental du Phnom Kulen Est a été un lieu historique et sacré à cause des avantages de sa situation géographique. Il comporte de nombreux vestiges archéologiques,. Un petit temple se dresse au sommet de la montagne, abritant un grand bouddha couché, directement sculpté dans le grès. Ce bouddha, contrairement à l'iconographie traditionnelle, est couché sur son côté gauche ; il présente de fortes influences de l'art de Dvâravatî.
La partie centrale du massif contient le site de la Rivière aux mille lingam Kbal Spean découvert en 1968, par l'ethnologue Jean Boulbet.
En 800, Jayavarman II y déplace sa capitale sur le site appelé alors Mahendraparvata, aujourd'hui le Phnom Kulen. Il y fait célébrer en 802 le rituel magique pour libérer le Cambodge de la tutelle de Java, comme décrit sur la stèle du Sdok Kok Thom.

## Protection environnementale
Le site a été ajouté à la liste indicative du patrimoine mondial de l'UNESCO, le 1er septembre 1992, dans la catégorie des monuments culturels.
Le parc national de Phnom Kulen se trouve 48 km au nord de Siem Reap.

## Culture populaire
Quelques scènes du film Deux Frères de Jean-Jacques Annaud (2004) ont été tournées sur les pentes menant à Kbal Spean.